# Tour de Pakistán
El Tour de Pakistán (oficialmente: Tour de Pakistán) es una carrera ciclista por etapas que se disputa en Pakistán. 
Se creó en 2001 y siempre se ha disputado de forma amateur, siendo habitualmente de carácter bienal, disputándose las ediciones de 2007 y 2008 anualmente. A partir del 2010 se empezó disputar definitivamente de forma anual y ya desde el 2012 formará parte del UCI Asia Tour, dentro de la categoría 2.2 (última categoría del profesionalismo).
Siempre ha tenido 11 etapas.

## Palmarés
En amarillo: edición amateur.
| Año  | Ganador              | Segundo              | Tercero              |
| ---- | -------------------- | -------------------- | -------------------- |
| 2001 | Rashid Haroon        |                      |                      |
| 2002 | edición no realizada | edición no realizada | edición no realizada |
| 2003 | Zahid Gulfam         | Ali Dilsher          | Shah Sahawat         |
| 2004 | edición no realizada | edición no realizada | edición no realizada |
| 2005 | Thomas Lauterbach    | Rashid Haroon        | Ali Dilsher          |
| 2006 | edición no realizada | edición no realizada | edición no realizada |
| 2007 | Robin Neil Reid      | Justin Leigh Kerr    | Matthew Usbourne     |
| 2008 | Niamat Ali           | Rashid Haroon        | C. Perera Meemanage  |
| 2009 | edición no realizada | edición no realizada | edición no realizada |
| 2010 | Zahid Gulfam         | Ahmad Nisar          | Hashmatullah Barakza |
| 2011 | Ali Muhammad Sabir   | Muhamad Ibrahim      | Aftab Sultan         |

## Palmarés por países
| País          | Victorias |
| ------------- | --------- |
| Pakistán      | 5         |
| Alemania      | 1         |
| Nueva Zelanda | 1         |